# Louis Cottrell jr.
Louis Albert Cottrell jr. (New Orleans, 7 maart 1911 – aldaar, 21 maart 1978) was een Amerikaanse jazzsaxofonist en klarinettist van de dixielandjazz. Hij was de zoon van de invloedrijke drummer Louis Cottrell sr., en grootvader van de New Orleans jazzdrummer Louis Cottrell. Als leider van de Heritage Hall Jazz Band trad hij in 1974 op in de beroemde Carnegie Hall.

## Biografie
Louis Cottrell werd geboren in een Creoolse muzikale familie uit de hogere klasse in New Orleans. Zijn vader, Louis "Old Man" Cottrell sr., was een beroemde drummer en kornettist Manny Perez was zijn peetvader. De jonge Cottrell groeide op rond zulke geweldige muzikanten als Barney Bigard, John Robichaux en A.J. Piron. Cottrell studeerde klarinet bij Lorenzo Tio jr. en Bigard. Hij begon zijn carrière in de jaren 1920 bij het Golden Rule Orchestra en speelde daarna in 1925 bij Paul 'Polo' Barnes. Later in de jaren 1920 werkte hij samen met Chris Kelly en Kid Rena en in 1929 vond hij werk op de rivierboot SS Island Queen met Lawrence Marreros Young Tuxedo Brass Band en Sidney Desvigne. Dit waren de jaren dat hij een vooraanstaand vakbondsorganisator werd. Kort daarna trad hij toe tot het orkest van Don Albert en nam in 1935 een album op met het orkest bij Vocalion Records. Hij probeerde het met componeren en met Lloyd Glenn en Albert schreef hij You Don't Love Me (True). Rhythm-and-bluesbandleider Paul Gayten zou later Cottrell benaderen om You Don't Love Me op te nemen en het werd een van de eerste hits van het r&b-tijdperk in New Orleans, nadat het nationaal de #5 in de r&b-top tien had gehaald. Cottrell toerde tot 1939 met Albert door Noord-Amerika.
Na het verlaten van Albert keerde hij terug naar New Orleans, waar hij in 1940 speelde met Paul Barbarin. Ze zouden een duurzame samenwerking vormen. Hij trad op met A.J. Piron in 1941, waarna hij terugkeerde om te spelen met Desvigne van 1942 tot 1947. In de jaren 1950 speelde hij opnieuw met Barbarin en nam met hem op in 1951 en 1955.
Cottrell nam voor het eerst op als leader in 1961, toen hij het Louis Cottrell Trio oprichtte om op te nemen voor Riverside's Living Legends-serie. Barbarin en Cottrell brachten in 1960 de Onward Brass Band nieuw leven in. Als sideman nam hij op met Peter Bocage (1960), Jim Robinson (1961-64), Harold Dejan (1962), Thomas Jefferson (1962), Paul Barbarin in de Preservation Hall (1962), Sweet Emma Barrett (1963), Avery Kid Howard (1964), Waldren Joseph (1964–1965), Barbarins Onward Brass Band (1968, 1968) en Paul 'Polo' Barnes (1969). In 1967 ging Cottrell op een U.S.O. toer om troepen in Vietnam en Thailand te vermaken. Cottrell nam de Onward Brass Band over na de dood van Paul Barbarin in 1969.
Hij richtte in 1971 de Heritage Hall Jazz Band op en leidde dat ensemble tot aan zijn dood. In zijn tijd wedijverde Heritage Hall met de bekendere Preservation Hall, beide gelegen in de Franse wijk. Het was tijdens deze periode in 1974 dat de Heritage Hall Jazz Band, onder leiding van Cottrell, in de Carnegie Hall in New York speelde. Blanche Thomas was de aanbevolen zanger. De opname van het liveconcert is te vinden op Viko. Hij maakte verschillende tv-optredens, waaronder Perry Comos Spring in New Orleans in 1976 en The Mike Douglas Show. Hij nam Big Lip Blues op op de voor een Academy Award genomineerde soundtrack Pretty Baby (1978) en had een cameo in de film.

## Vakbondsactivisme
Amerika was gedurende een groot deel van de 20e eeuw een land dat raciaal verdeeld was. Chris Albertson, producent van de Living Legends-serie, herinnert zich een incident in 1961 met de zwarte muzikant McNeal Breaux tijdens de opname van de Living Legends-serie in 1961: Breaux had een restaurant en nodigde Dave en mij uit voor eten daar, maar we moesten door de achterdeur naar binnen vanwege onze kleur. Beginnend in zijn tienerjaren, werkte Cottrell hard om de Coloured Musicians Union te organiseren als een afdeling van de American Federation of Musicians, Local 496. Hij zou in 1956 tot president worden gekozen voor zijn muziek. Cottrell was in staat om uit de eerste hand de vruchten van zijn arbeid te zien. Doug Ramsey schreef: Kort voordat hij stierf, vertelde Cottrell een vriend hoe blij hij was dat New Orleans eindelijk een stad was geworden waar hij en andere muzikanten zoals hij hun brood konden verdienen met spelen zoals ze wilden spelen.

## Muziekstijl
Cottrell speelde traditionele jazz, ook wel dixieland genoemd, de vroegste vorm van jazz. Het onderscheidt zich door polymorfe improvisatie door trompet, trombone en klarinet. Het vindt zijn oorsprong in de bands van New Orleans die op begrafenissen speelden. De belangrijkste instrumenten van de bands, koperblazers en houtblazers, zouden de basisinstrumenten van de jazz worden. Cottrells beheersing van de klarinet en tenorsaxofoon stelde hem in staat lid te worden van deze bands en later de zijne te leiden. Deze fanfares waren een integraal onderdeel van de cultuur van die tijd. Ze traden op bij een breed scala aan evenementen, bruiloften, dansen en vooral de jazzbegrafenis. Rose of Sharon Witmer schrijft dat de jazzbegrafenis een levende traditie is die tot op de dag van vandaag wordt voortgezet en dat is voor een groot deel te danken aan Louis Cottrell jr.
Meester-klarinettist Lorenzo Tio jr. leerde Cottrell hoe hij het Albert-systeem moest bespelen. Het Albert System is een klarinet toets/vinger systeem. Het Albert-vingersysteem vereist dat de speler roller-toetsen gebruikt om tussen enkele noten op het instrument te wisselen. Het Albert-systeem heeft over het algemeen ook minder toetsen dan het meer algemeen bekende Boehm-vingersysteem. Een mooi voorbeeld van zijn spel is te horen op Paul Barbarin's Onward Brass Band — in Concert. Cottrell leidt de band tijdens zijn favoriete hymne What a Friend We Have in Jesus. Zijn prachtige klarinetspel is een hoogtepunt op het album.

## New Orleans: The Living Legends
In 1960-1961 produceerde Riverside Records een veelgeprezen serie albums met jazz- en bluesgrootheden als Jim Robinson, Sweet Emma Barrett en Alberta Hunter. Het doel was om de muziek van ervaren muzikanten op te nemen voordat hun kunstenaarschap voor altijd verloren ging. Veel van de muzikanten waren niet meer actief en hun lidmaatschap van een vakbond was verlopen. De American Federation of Musicians erkende het belang van het project en schortte de regels op. Deze serie Living Legends werd oorspronkelijk opgenomen in New Orleans. Latere sessies werden opgenomen in Chicago. De sessies vonden plaats in de Societé des Jeunes Amis Hall, gebouwd in de 19e eeuw. Een van de uitgenodigde muzikanten was Louis Cottrell jr. Cottrell organiseerde een trio bestaande uit McNeal Breaux, Alcide 'Slow Drag' Pavageau en met Emmanuel Sayles, die gitaar en banjo speelde. De band werd zo goed ontvangen dat ze samen bleven spelen. Het spel van Cottrell is ook goed ontvangen.
In 1961 nam Cottrell het meesterwerk New Orleans: The Living Legends op, dat in 1994 opnieuw werd uitgegeven. Het horen ervan is de elegantie van vervlogen tijden oproepen door een man die er veel aan heeft gedaan om het te creëren. Van de openingsnoot op Bourbon Street Parade tot het charmante Three Little Words tot het eerbiedige What a Friend We Have in Jesus hoort de luisteraar de levende geschiedenis van jazz.

## Overlijden
Louis Cottrell jr. overleed plotseling in zijn huis in New Orleans, na een korte ziekte in maart 1978 op 67-jarige leeftijd. Terecht werd hij geëerd met een jazzbegrafenis, aangezien duizenden in een kleine Gentilly-katholieke kerk bijeenkwamen om afscheid van hem te nemen. Geïnspireerd door deze muzikale erfenis, werd Cottrells kleinzoon Louis Cottrell drummer en trad hij op met de Young Tuxedo Brass Band, Dr. Michael White en tal van andere traditionele jazzbands.

## Discografie

### Als leader
- 1961: New Orleans: The Living Legends, Riverside Records (met McNeal Breaux, Alcide Pavageau, Emanuel Sayles)
- 1963: Dixieland Hall presents Louis Cottrell and his New Orleans Jazz Band, Nobility
- 1973: New Orleans Heritage Hall Jazz Band, GNP Crescendo Records
- 1974: Louis Cottrell´s Heritage Hall Jazz Band Live at Carnegie Hall, Viko (met Blanche Thomas, Gesang)
- 1980: Louis Cottrell Quintet Hall Herb Quintet - Clarinet Legends (GHB)

### Andere optredens
- 1935: Boots And His Buddies / Don Albert & His Orchestra (Vocalion)
- 1951: Paul Barbarin & His New Orleans Band – In Concert (504)
- 1955: Paul Barbarin & His New Orleans Jazz Band – The Atlantic New Orleans Sessions (Mosaic)
- 1960: Peter Bocage w. His Creole Serenaders & The Love Jiles Ragtime Orchestra (Riverside)
- 1960: Peter Bocage & His Creole Serenaders – New Orleans: The Living Legends Peter Bocage (Riverside)
- 1961: Jim Robinson And His New Orleans Band – New Orleans: The Living Legends Jim Robinson (Riverside)
- 1961: Jim Robinson New Orleans Band – New Orleans: The Living Legends Jim Robinson Plays Spirituals And Blues (Riverside)
- 1961: The Bell Gal And Her Dixieland Boys Music (Riverside)
- 1962: Paul Barbarin & His New Orleans Band – Bourbonstreet Beat (GHB)
- 1962: Paul Barbarin & His New Orleans Band – Punch Miller's Bunch & George Lewis (Atlantic)
- 1962: Olympia Brass Band / Eureka Brass Band – Music Of New Orleans The Brass Bands (Jazzology)
- 1962: Jim Robinson N.O.Band Pierce Billie & De De – Jazz At Preservation Hall 2 (Atlantic)
- 1962: Eureka Brass Band – Jazz At Preservation Hall Collectables (Jazz Classics)
- 1962: Thomas Jefferson – Dreaming On The River To New Orleans (GHB)
- 1962: Don Albert – Echoes Of New Orleans (GHB)
- 1962: Peter Bocage & His Creole Serenaders (Jazzology)
- 1963: Sweet Emma Barrett and Her New Orleans Music (Southland)
- 1963: Chink Martin – Shades Of New Orleans (Southland)
- 1964: Paul Barbarin & His New Orleans Band – The Best At Dixieland Hall (Nobility)
- 1964: Bob Havens And His New Orleans All Stars (Southland)
- 1964: Waldron Frog Joseph & His New Orleans Jazz Band (Nobility)
- 1964: Frog and His Friends at Dixieland Hall (Nobility)
- 1964: Barbarin's Best (Riverside)
- 1964: Great Spirituals, Avery 'Kid' Howard and His New Orleans Jazz Band at Zion Hill Church (Nobility)
- 1965: Waldron Frog Joseph Traditional New Orleans Jazz (Dulai)
- 1966: Onward Brass Band In concert 1966 (Jazz Crusade)
- 1968: Onward Brass Band (Jazz Crusade)
- 1969: Paul Barnes Quartets (Nola)
- 1969: Paul Barnes & Emile Barnes Quartet (American Music)
- 1969: Paul Barbarin's Onward Brass Band: in Concert (Nobility)
- 1972: Wallace Davenport With Jim Robinson And Louis Nelson (My Jazz)
- 1975: Two Sides of New Orleans (Louisiana Tourist Development Commission)
- 1977: Teddy Riley – Smile With The Sounds Of ... (Kon-ti)
- 1978: Soundtrack for Pretty Baby (ABC)

### Composities
- You Don't Love Me (true)
- Blues For Dixie
- Drag's Turnaround Blues